# Кельмаксола
 Кельмаксола  — деревня в Советском районе Республики Марий Эл. Входит в состав Кужмаринского сельского поселения.

## География
Находится в центральной части республики Марий Эл на расстоянии приблизительно 12 км по прямой на запад-северо-запад от районного центра посёлка Советский.

## История
Известна с 1877 года, когда здесь было 50 домов, в 1889 году — 57 домов и 390 жителей. В 1891 году в деревне насчитывалось 60 хозяйств. В 1898 году в 63 хозяйствах 577 человек. Во время войны в деревне было 80 дворов, 239 жителей. В 2004 года в деревне имелось 85 дворов и один 3-этажный жилой дом. В деревне имелся магазин Советского райпо, частный магазин, дом культуры, средняя школа, детский сад, почта, медпункт, ветеринарный участок, библиотека. В советское время работали колхозы имени Азина и «Родина» (позднее одноимённый СПК).

## Население
Население составляло 318 человек (мари 99 %) в 2002 году, 349 в 2010.